# إي. هانزفورد مكورت
إي. هانزفورد مكورت هو سياسي أمريكي، ولد في 21 أبريل 1909، وتوفي في 3 أغسطس 1992. انتخب عضو مجلس ولاية فيرجينيا الغربية ‏.